# IC 1632
IC 1632 ist eine elliptische Galaxie vom Hubble-Typ E im Sternbild Fische auf der Ekliptik. Sie ist schätzungsweise 882 Millionen Lichtjahre von der Milchstraße entfernt.
Das Objekt wurde am 23. Dezember 1897 von Stéphane Javelle entdeckt.